# SS Île de France
SS Île de France – francuski liniowiec pasażerski zbudowany w 1927 w stoczni Ateliers et Chantiers de Saint-Nazaire Penhoët w Saint-Nazaire we Francji do obsługi północnoatlantyckiej linii Hawr – Nowy Jork o pojemności 43153 BRT dla armatora Compagnie Générale Transatlantique. Wystrój wewnętrzny statku był utrzymany w propagowanym wówczas stylu "Art déco", zaś zewnętrzny nawiązywał do konserwatywnych pierwowzorów liniowców sprzed I wojny światowej. Jako pierwszy transatlantyk został wyposażony w stałą kaplicę. Na początku lat 30. zostaje zamontowana katapulta startowa wykorzystywana do startu szybkiego wodnosamolotu pocztowego.
Załoga statku po upadku Francji nie poparła Rządu Vichy i przekazała statek w Singapurze (statek był w drodze do Indochin po francuskie wojska kolonialne) do dyspozycji brytyjskiego Ministerstwa Żeglugi, które wykorzystywało go podczas wojny w roli transportowca wojskowego (statek przetransportował w sumie ponad 300 tysięcy żołnierzy).
Po wojnie statek otrzymał nowe apartamenty, salę widowiskową (400 miejsc) i basen, również wygląd zewnętrzny statku uległ zdecydowanym zmianom (zamiast trzech kominów postawiono dwa nieco niższe). Do renowacji i modernizacji wnętrz wykorzystano akcesoria i elementy wystroju zdemontowane z SS Normandie przed przystosowaniem ww. do roli transportowca wojskowego. Po przebudowie pojemność statku wzrosła do 44356 BRT. W roku 1956 Ile de France brał udział w akcji ratowniczej przyjmując na pokład 750 rozbitków (z 1706 pasażerów i członków załogi) tonącego włoskiego liniowca SS Andrea Doria. W roku 1959 "Ile de France" został sprzedany na złom do Japonii. Swoją ostatnią podróż (w kwietniu 1959 roku do Osaki) odbył pod nowym imieniem "Furanzu Maru". Krótko przed złomowaniem w 1960 roku został jeszcze wykorzystany jako kulisy filmowe podczas sesji zdjęciowych do filmu "The Last Voyage".